# Torre de Vilharigues

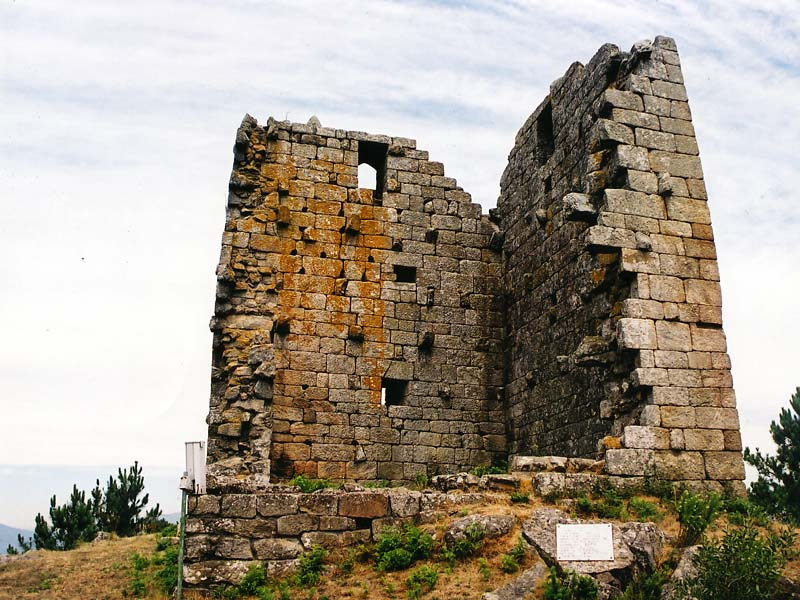
Torre de Vilharigues: aspecto interior.

A Torre de Vilharigues, também referida como Castelo de Vilharigues, Ruínas do Castelo de Vilharigues e Atalaia de Vilharigues, localiza-se em Paços de Vilharigues, no município de Vouzela, no Centro de Portugal.
Erguida em posição dominante sobre um outeiro, na vertente noroeste da serra do Caramulo, é uma das torres medievais remanescentes no município. Do seu topo avistava-se Vouzela e grande parte do vale de Lafões.

## História
Afirma-se que povoação de Vilharigues foi honra paçã, e como tal provida de paço com torre senhorial.
Pela análise das características arquitectónicas, acredita-se que esta torre medieval, como outras no Concelho, tenha sido erguida no final do século XIII ou no início do século XIV. Isso é indicado pela presença de Mata-cães, elemento típico das construções militares, que introduzido em Portugal sob o reinado de D. Afonso III (1248-1279), só passou a integrar as residências senhoriais fortificadas sob o de D. Dinis (1279-1325). Os indícios da presença de ameias e seteiras, elementos típicos dos castelos, e que só podiam ser utilizados nas habitações mediante autorização régia, denotam a importância e o prestígio de seus senhores.
Era senhor da torre de Vilharigues, D. Vasco Lourenço da Fonseca, casado com Dona Margarida Anes, senhores de vastos bens na terra de Lafões. Este vendeu a torre a Gonçalo do Monte, à época do reinado de D. Pedro I (1357-1367), o qual a doou a 5 de Agosto de 1357 a Diogo Álvares, filho de D. Álvaro Gonçalves Pereira, doação esta confirmado pelo soberano, a 20 de Maio de 1361.
Embora subsistam dúvidas sobre quem a mandou construir, uma tradição local afirma que o nome de D. Duarte de Almeida, o Decepado na batalha de Toro (2 de Março de 1476), está ligado à sua história.
Bastante arruinada, os seus remanescentes - duas paredes com dois matacães - encontram-se classificados pelo IPPAR como Imóvel de Interesse Público, por Decreto de 27 de Março de 1944.

## Características
A uma altitude de cerca de quatrocentos e trinta metros acima do nível do mar, apresenta planta quadrangular, em aparelho de granito, dividida internamente em três pavimentos: o inferior serviria como uma espécie de depósito ou armazém, o intermediário como uma sala ou salão social, e o superior, como os aposentos íntimos da família do senhor. No seu interior são ainda visíveis as reentrâncias que serviram de suporte às traves de madeira dos pisos.
Apesar de se tratar de uma torre senhorial, apresenta algumas características comuns às torres militares, como a existência de dois Mata-cães apoiados em mísulas nas suas paredes exteriores.
Junto à antiga torre ergue-se a Capela de Santo Amaro.